# (8078) Carolejordan
(8078) Carolejordan ist ein Asteroid des inneren Hauptgürtels, der am 6. September 1986 vom US-amerikanischen Astronomen Edward L. G. Bowell an der Anderson Mesa Station (IAU-Code 688) des Lowell-Observatoriums im Coconino County, Arizona entdeckt wurde.
Der Asteroid wurde am 26. Juli 2000 nach der britischen Professorin für Physik Carole Jordan benannt, die am Somerville College der University of Oxford lehrte und zwischen 1994 und 1996 als Präsidentin der Royal Astronomical Society diente sowie von 1997 bis 2000 Vorsitzende des National Organizing Committee for the Manchester IAU General Assembly war.